# كيلي شايس
كيلي شايس (بالفرنسية: Kelly Chase)‏ (و. 1967  م) هو لاعب هوكي الجليد كندي، مركز لعبه هو جناح ‏.

## جوائز
حصل على جوائز منها:
- King Clancy Memorial Trophy [الإنجليزية]‏ (1998)[4][5]
- NHL Foundation Player Award [الإنجليزية]‏ (1998).[6]

## وصلات خارجية
- كيلي شايس على موقع IMDb (الإنجليزية)
- كيلي شايس على موقع دوري الهوكي الوطني (الإنجليزية)
- كيلي شايس على موقع EliteProspects.com (الإنجليزية)
- كيلي شايس على موقع HockeyDB.com (الإنجليزية)
- كيلي شايس على موقع Hockey-Reference.com (الإنجليزية)
- كيلي شايس في قاعدة بيانات الأفلام على الإنترنت